# Journal de Gand aux Aléoutiennes
Journal de Gand aux Aléoutiennes est un roman de Jean Rolin paru en 1981 aux Éditions Jean-Claude Lattès. Il a reçu le prix Roger-Nimier l’année suivante.

## Réception critique
Le roman est récompensé du prix Roger-Nimier en 1982.[réf. souhaitée]